# Autoroute A29
L’autoroute A29 è un'autostrada francese.